# Шуравко, Ксения Александровна
Ксения Александровна Шура́вко (в девичестве Черепко; род. 13 июня 1978, Кинешма, СССР) — белорусский предприниматель и совладелец ресурса «Onliner» совместно с Виталием Шуравко.
Проект Onliner существует с 2001 года, с 2002 является одним из лидеров русскоязычного сегмента интернета в экспертизе по устройствам мобильной связи. К 2008 году проект разрастается в крупнейшее информационно-аналитическое издание и торговую площадку Байнета.

## Биография
Ксения Шуравко родилась 13 июня 1978 года в городе Кинешма. В 1996 году она оканчивает 1-ю Гимназию им. Ф.Скорины в Минске и поступает на факультет туризма Белорусского государственного университета экономики, который заканчивает в 2000 году. Будучи студенткой третьего курса, Ксения начинает работать в качестве торгового агента в туристической сфере, а к моменту окончания университета занимает должность заместителя генерального директора туристической компании.
В 2002 году Ксения знакомится со своим будущим супругом и бизнес-партнёром Виталием Шуравко, который к тому времени развивает блог о мобильной связи Onliner, запущенный в 2001 году. Ксения уходит из туристической сферы и включается в работу над проектом Onliner, развивая его совместно с Виталием.
1 марта 2003 года пара женится. В скором времени Onliner становится одним из лидеров русскоязычного сегмента интернета в экспертизе по устройствам мобильной связи. Проект разрастается в крупнейшее информационно-аналитическое издание и торговую площадку Байнета.
1 марта 2010 года у пары рождается дочь Александра. Супруги разделяют обязанности в работе над онлайн площадкой. Ксения занимается коммерческим, редакционным и корпоративным развитием проекта.
В 2014 году Ксения и Виталий Шуравко разводятся и перераспределяют доли владения компанией. Ксения получает 51 % доли уставного капитала Onliner, а Виталий 49 % и права на бренд. Ксения занимает должность директора компании и продолжает работу над проектом вместе с Виталием Шуравко.
19 декабря 2014 года Onliner был заблокирован Минпромторгом Республики Беларусь и исключён из национальной доменной зоны BY. Формальным предлогом для блокировки стало нарушение компанией торгового законодательства. Однако подавляющее большинство независимых экспертов напрямую связывало блокировку ресурса с политикой давления режима Александра Лукашенко на независимые СМИ. Путем огромных усилий команды Onliner и лично Виталия и Ксении порталу удалось возобновить деятельность в доменной зоне BY с января 2015 года. В 2015 году Ксения переезжает с дочерью в Великобританию, но продолжает управлять ресурсом Onliner, живя на две страны.

## Награды и признание
8 марта 2015 года онлайн издание «КУКУ» включило Ксению в список 45 «Самых умных и красивых девушек Беларуси». В октябре 2015 года издание «Про бизнес» включило Ксению и Виталия Шуравко в рейтинг «Топ-40 белорусских бизнесменов до 40 лет». В 2016 году Ксения вошла в рейтинг «Топ-25 успешных и влиятельных женщин в истории бизнеса Беларуси», а в 2018 по итогам 2017 года вошла в рейтинг «Топ-15 успешных женщин в белорусском бизнесе» по версии издания «Ежедневник». В марте 2019 года Ксения входит в рейтинг «Топ успешных предпринимательниц Беларуси» по версии онлайн-издания Office Life.

## Личная жизнь
В 2018 году в Лондоне на открытии сообщества Young Business Club London Ксения знакомится с предпринимателем и общественным деятелем Тимуром Артемьевым, бывшим совладельцем российского ритейлера мобильных телефонов и электроники «Евросеть». Деловые отношения перерастают в романтические, и в 2019 году у пары рождается сын Георгий.
В настоящее время Ксения Шуравко проживает в Великобритании. Совместно с Тимуром Артемьевым воспитывает двоих детей, причем дочь Александра от первого брака.
У Тимура Артемьева есть ещё трое несовершеннолетних детей, и собственные матери с которыми он развелся.